# Desmopachria portmanni
Desmopachria portmanni är en skalbaggsart som först beskrevs av Clark 1862.  Desmopachria portmanni ingår i släktet Desmopachria och familjen dykare. Inga underarter finns listade i Catalogue of Life.